# Paul-Louis Carrière
Paul-Louis Carrière (Châlons-en-Champagne, 30 marzo 1908 – Châlons-en-Champagne, 21 febbraio 2008) è stato un vescovo cattolico francese.

## Biografia
Studiò al Seminario di Châlons e al Pontificium Seminarium Gallicum in Urbe (Seminario Pontificio Francese a Roma). Fu ordinato sacerdote l'8 luglio 1931.
Consacrato l'11 gennaio 1969 vescovo coadiutore di Laval, ne divenne, poi, vescovo il 31 dicembre successivo.
Rimase in carica fino al 10 marzo 1984.

## Genealogia episcopale
La genealogia episcopale è:
- Cardinale Scipione Rebiba
- Cardinale Giulio Antonio Santori
- Cardinale Girolamo Bernerio, O.P.
- Arcivescovo Galeazzo Sanvitale
- Cardinale Ludovico Ludovisi
- Cardinale Luigi Caetani
- Cardinale Ulderico Carpegna
- Cardinale Paluzzo Paluzzi Altieri degli Albertoni
- Papa Benedetto XIII
- Papa Benedetto XIV
- Papa Clemente XIII
- Cardinale Giovanni Francesco Albani
- Papa Pio VI
- Arcivescovo François de Pierre de Bernis
- Cardinale Jean-Baptist-Marie-Anne-Antoine de Latil
- Cardinale Louis-Jacques-Maurice de Bonald
- Arcivescovo Jean-Paul-François-Marie-Félix Lyonnet
- Arcivescovo Odon Thibaudier
- Arcivescovo Eudoxe-Irénée-Edouard Mignot
- Vescovo Henri-Louis-Alfred Bouquet
- Arcivescovo Joseph-Marie Tissier
- Arcivescovo Louis-Augustin Marmottin
- Vescovo René-Joseph Piérard
- Vescovo Paul-Louis Carrière